# Scopula menaiensis
Scopula menaiensis là một loài bướm đêm trong họ Geometridae.